# ماركو بيلاتو
ماركو بيلاتو (بالإيطالية: Marco Pilato)‏ هو لاعب كرة قدم إيطالي في مركز حراسة المرمى، ولد في 14 أبريل 1973 في بولونيا في إيطاليا. لعب مع نادي بولونيا ونادي ترينتو.